# 梭罗树
梭罗树（学名：Reevesia pubescens），为锦葵科梭罗树属下的一个物种。

## 分布
本种分布于亚洲的亚热带及热带地区，包括华南、华东、喜马拉雅东部、寮国、缅甸、泰国及越南。

## 分类
本种至少有两个受承认的变种，即：
- 广西梭罗 Reevesia pubescens var. kwangsiensis  H.H.Hsue
- 雪峰梭罗 Reevesia pubescens var. xuefengensis  C.J.Qi